# Șofronea
Șofronea là một xã thuộc hạt Arad, România. Dân số thời điểm năm 2002 là 2570 người.